# TVアニメ ポケットモンスター オリジナルサウンドトラックベスト 1997-2010
『TVアニメ ポケットモンスター オリジナルサウンドトラックベスト 1997-2010』は、テレビアニメ『ポケットモンスター』シリーズのサウンドトラック。2010年9月8日にピカチュウレコード（メディアファクトリー）から発売された。

## 概要
- テレビアニメ『ポケットモンスター』シリーズのサウンドトラック。
- テレビシリーズ無印編・金銀編・AG編・DP編で使用された劇伴の内、ゲーム音楽原曲の物を選び収録している。全88曲。ただし、同じ曲の別アレンジも含まれている。
- ゲーム音楽原曲の物のみ収録されている為、アニメオリジナルの劇伴は収録されていない。
- 仕様はCD二枚組となっている。DISC 1には無印編・金銀編が、DISC 2にはAG編（1〜26番）・DP編（27〜42番）の曲がそれぞれ収録されている。初回生産版には特典としてBOX仕様になって発売された。
- 2011年2月23日には第2弾となる『TVアニメ ポケットモンスター オリジナルサウンドトラックベスト1997-2010 VOL.2』が発売。こちらはアニメオリジナルの劇伴を中心に収録したCDとなる。

## 収録曲
DISC 1
1. M01 ～オープニング～
2. M01B ～オープニング～
3. M01C ～オープニング～
4. M18A トキワへの道-マサラより
5. M18B トキワへの道-マサラより
6. M13 戦い(VS野生ポケモン)
7. M32 ファンファーレ(ポケモンゲット)
8. M59 道案内
9. M77A ポケモンセンター
10. M77B ポケモンセンター
11. M19 おつきみ山のどうくつ
12. M60 ハナダへの道-おつきみ山より
13. M36 プリンの歌
14. M55 トレーナーあらわる(男の子編)
15. M56 戦い(VSトレーナー)
16. M56B 戦い(VSトレーナー)
17. M57 ポケモンジム
18. M57B ポケモンジム
19. M58 戦い(VSジムリーダー)
20. M12-1 シオンへの道-クチバより
21. M35 サイクリング
22. M61A ポケモンタワー
23. M61B ポケモンタワー
24. M37 ポケモンの笛
25. M40 海
26. M40B 海
27. M78 最後の道
28. M79 ラストバトル(VSライバル)
29. M21 ～エンディング～
30. M02 タイトル
31. M01 29ばんどうろ
32. M18 戦闘!野生ポケモン(ジョウト)
33. M05 エンジュシティ
34. M17 戦闘!ライバル
35. M24 むしとりたいかい
36. M06 じてんしゃ
37. M35 38ばんどうろ
38. M20 戦闘!トレーナー(ジョウト)
39. M34 なみのり
40. M22 視線!ロケット団
41. M23 ラジオとう占拠!
42. M07 26ばんどうろ
43. M21 こうそうくせん
44. M03 ニビシティ
45. M19 戦闘!チャンピオン
46. M04 エンディング

DISC 2
1. M39 タイトル～メインテーマ～
2. M09 オープニングセレクト
3. M03 コトキタウン
4. M23 戦闘!野生ポケモン
5. M02 トウカシティ
6. M38 ジム
7. M12 ジムリーダーに勝利!
8. M42 進化おめでとう
9. M11 海を越えて
10. M19 海の科学博物館
11. M35 アクア団登場!
12. M46 コンテスト!
13. M01 ヒワマキシティ
14. M04 ミナモシティ
15. M45 回復
16. M16 おくりびやま
17. M37 マグマ団登場!
18. M36 アジト
19. M21 戦闘!アクア･マグマ団
20. M24 戦闘!超古代ポケモン
21. M13A チャンピオンロード
22. M13B チャンピオンロード
23. M25 戦闘!四天王
24. M18 すてられぶね
25. M20 おふれのせきしつ
26. M22 戦闘!レジロック･レジアイス･レジスチル
27. M01 けんきゅうじょ(オープニング)
28. M02-2 けんきゅうじょ(オープニング)
29. M02 けんきゅうじょ(オープニング)
30. M03 フタバタウン(昼)
31. M08 201ばんどうろ(昼)
32. M13 戦闘!野生ポケモン
33. M09 マサゴタウン(昼)
34. M16 ハクタイのもり
35. M12 視線!ポケモンコレクター
36. M22 206ばんどうろ(昼)
37. M15 視線!からておう
38. M11 視線!げいじゅつか
39. M07 スーパーコンテスト!
40. M20 ダンス むずかしい
41. M23 戦闘!ジムリーダー
42. M21 210ばんどうろ(昼)